# ダグ・ファーナス
ダグ・ファーナス（Doug Furnas、本名：Dwight Douglas Furnas、1959年12月11日 - 2012年3月2日）は、アメリカ合衆国のプロレスラー。オクラホマ州マイアミ出身。

## 来歴
テネシー大学時代はアメリカンフットボールで鳴らし、卒業後はデンバー・ブロンコスに入団したが、トレーニングキャンプで負傷し活躍することはなかった。その後、パワーリフティングの選手となって世界記録を19度更新した後、1986年にプロレスラーとしてデビュー。ロン・フラーが主宰していたアラバマのコンチネンタル・チャンピオンシップ・レスリングを主戦場に、ケビン・サリバン、モンゴリアン・ストンパー、ジョナサン・ボイド、ダッチ・マンテル、バディ・ランデル、テリー・ゴディ、ブラック・バート、ジミー・ゴールデン、トム・プリチャード、ダーティ・ホワイト・ボーイ、ロード・ヒューマンガスなどと対戦してキャリアを積んだ。
1988年10月、全日本プロレスに初来日。以降、ダニー・クロファットとのタッグチーム「カンナム・エクスプレス」で活躍し、アジアタッグ王座を5回獲得。なお、全日本プロレス参戦当時は、クロファット共々海外ではシングル・プレイヤーとして活動しており、カンナム・エクスプレスは日本限定のタッグチームだった。
1990年代後半に全日本プロレスを離れてからは、クロファット（フィル・ラフォン）とのコンビで1996年11月よりWWFに参戦。1997年に共にWWFを解雇された後はECWへ移籍、12月5日にフル・ブラッデッド・イタリアンズのリトル・グイドー&トレイシー・スマザーズからECW世界タッグ王座を奪取している。クロファットのECW離脱後も1998年下期までECWに在籍し、ロブ・ヴァン・ダム、スパイク・ダッドリー、アル・スノー、2・コールド・スコーピオ、ボビー・ダンカン・ジュニア、田中将斗らと対戦した。
2012年3月2日、アリゾナ州ツーソンの自宅にて就寝中に死去。52歳没。死因はアテローム性動脈硬化と高血圧性心疾患によるものと発表された。晩年はパーキンソン病との闘病を続けていたという。

## 得意技
- フランケンシュタイナー
- ドロップキック（相手に放った後、後方に空中一回転する独特のもの）
- カナディアン・バックブリーカー
- ジャーマン・スープレックス

## 獲得タイトル
全日本プロレス
- アジアタッグ王座：5回（w / ダニー・クロファット）[5]

UWA
- UWA世界タッグ王座：2回（w / ダニー・クロファット）[13]

ECW
- ECW世界タッグ王座：1回（w / フィル・ラフォン）[7]